# NGC 4452

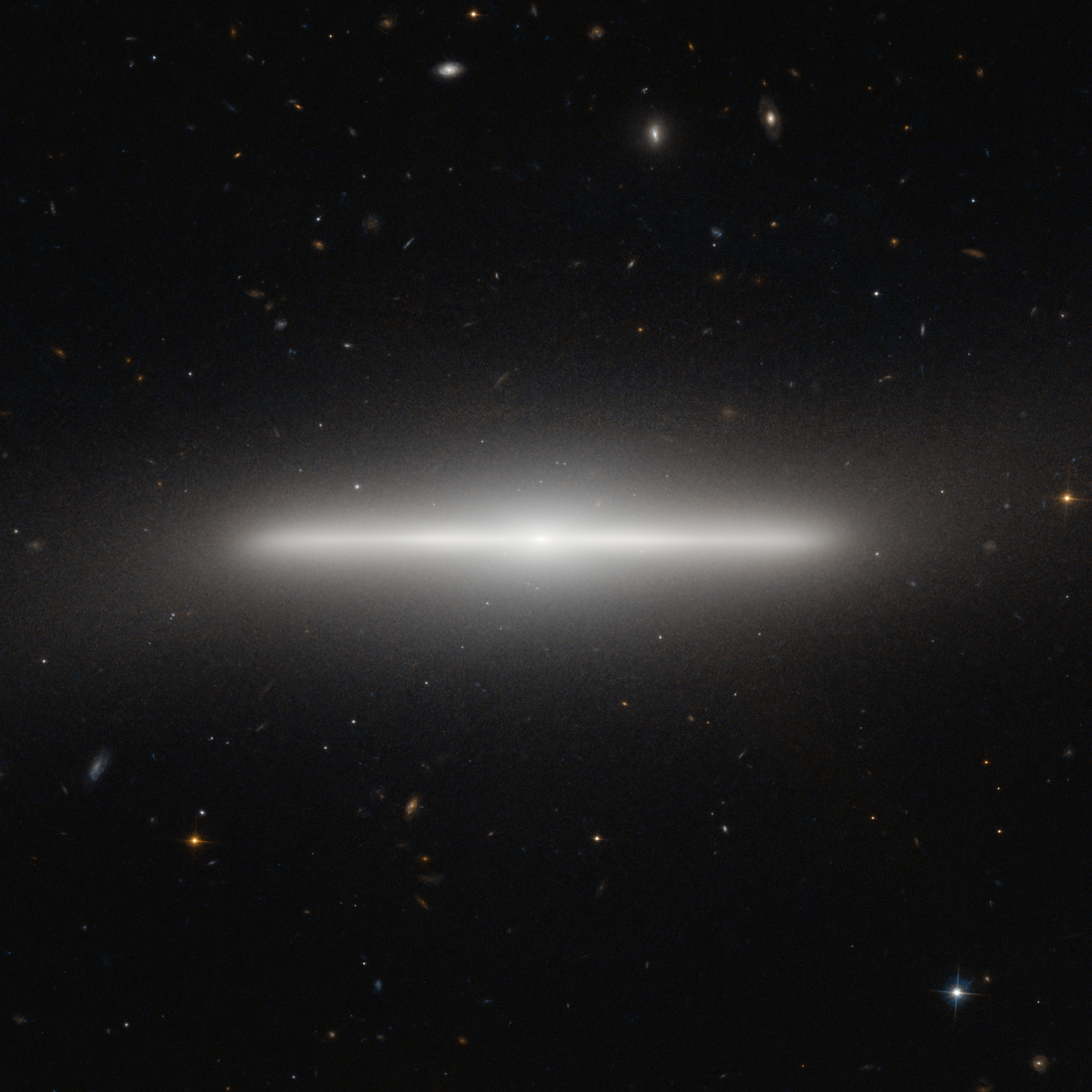
NGC 4452 par le télescope spatial Hubble.

NGC 4452 est une galaxie lenticulaire relativement rapprochée, vue par la tranche et située dans la constellation de la Vierge. NGC 4452 a été découverte par l'astronome germano-britannique William Herschel en 1784.

## Caractéristiques

### Distance
Sa vitesse par rapport au fond diffus cosmologique est de 493 ± 23 km/s.
La vitesse radiale de 162 ± 2 km/s de cette galaxie est trop faible pour qu'on puisse lui appliquer la loi de Hubble-Lemaître pour calculer sa distance qui donnerait un résultat de 7,27 ± 0,61 Mpc (∼23,7 millions d'al). Cependant, cinq mesures non basées sur le décalage vers le rouge (redshift) ont été réalisées à ce jour et la moyenne de celles-ci donne une distance plus de deux fois plus grande, soit 16,040 ± 1,016 Mpc (∼52,3 millions d'al). Cette galaxie, comme plusieurs de l'amas de la Vierge, est relativement rapprochée du Groupe local et on obtient souvent une distance de Hubble très différente en raison de leur mouvement propre dans le groupe où dans l'amas où elles sont situées. La distance de 16.0 Mpc est sans doute plus près de la réalité. Selon ces deux mesures, NGC 4452 se dirige vers le centre de l'amas en direction de la Voie lactée. Notons que c'est avec la valeur moyenne des mesures indépendantes, lorsqu'elles existent, que la base de données NASA/IPAC calcule le diamètre d'une galaxie.

### Classification
Cette galaxie est vue vraiment par la tranche. Son apparence est si mince qu'il est difficile de déterminer avec certitude sa classification. L'absence de ligne de poussière indique qu'il s'agit probablement d'une galaxie lenticulaire, mais si on pouvait se déplacer au-dessus de son disque, il se pourrait qu'on y observe des bras spiraux et que l'on soit en présence d'une galaxie anémique.

## Amas de la Vierge
Bien que cette galaxie ne figure dans aucun groupe des sources consultées, sa désignation VCC 1125 (Virgo Cluster Catalog) indique qu'elle fait partie de l'amas de la Vierge.

## Amas globulaires
Selon une étude publiée en 2008 et basée sur les observations réalisées avec le télescope spatial Hubble, le nombre d'amas globulaires dans NGC 4452 (VCC 1125 (Virgo Cluster Catalog) dans l'article) est estimé à 52,3 ± 8,5.